# Ángeles González-Sinde
Ángeles González-Sinde Reig (ur. 7 kwietnia 1965 w Madrycie) – hiszpańska scenarzystka i reżyserka filmowa, w latach 2009–2011 minister kultury.

## Życiorys
Studiowała filologię klasyczną na Uniwersytecie Complutense w Madrycie. Kształciła się również na studiach poświęconych scenografii filmowej na Universidad Autónoma de Madrid, a następnie w American Film Institute. Jako scenarzystka debiutowała na początku lat 90. przy serialach telewizyjnych. Przy produkcjach filmowych współpracowała z takimi reżyserami jak Ricardo Franco, Gerardo Herrero, Luis Puenzo i Manuel Gutiérrez Aragón.
Wyróżniona m.in. nagrodą filmową Goya – w 1997 za najlepszy scenariusz (do filmu La buena estrella) i w 2003 dla najlepszego debiutującego reżysera (za La suerte dormida). Działała w różnych organizacjach hiszpańskich filmowców. W latach 2006–2009 stała na czele Hiszpańskiej Akademii Sztuki Filmowej.
W kwietniu 2009 objęła urząd ministra kultury w drugim rządzie José Luisa Zapatero, który sprawowała do grudnia 2011.
Odznaczona Krzyżem Wielkim Orderu Karola III (2011).

## Wybrana filmografia
- 1996: La casa de los líos
- 1997: La buena estrella
- 1998: Lágrimas negras
- 1999: Podwójna osobowość (Segunda piel)
- 2000: Las razones de mis amigos
- 2001: Antigua vida mía
- 2003: El misterio Galíndez
- 2003: La suerte dormida, również reżyseria
- 2004: La puta y la ballena
- 2004: La vida que te espera
- 2004: Manolito Gafotas
- 2005: Heroína
- 2006: Los aires difíciles
- 2008: Todos estamos invitados
- 2008: Una palabra tuya, również reżyseria
- 2009: Seks, kłamstwa i narkotyki[3]